# Glenn Kotche (musicista)
Glenn Kotche (Roselle, 31 dicembre 1970) è un batterista statunitense, noto per essere membro dei Wilco.